# Haderonia thermolimna
Haderonia thermolimna är en fjärilsart som beskrevs av Charles Boursin 1964. Haderonia thermolimna ingår i släktet Haderonia och familjen nattflyn. Inga underarter finns listade i Catalogue of Life.